# Mexicali
Mexicali é a capital do Estado da Baixa Califórnia, no México. Localiza-se no norte do Estado, junto à fronteira com os Estados Unidos, é também a cidade mais setentrional da América Latina. Tem cerca de 862 mil habitantes. A cidade é chamada "a cidade que capturou o sol" devido às altas temperaturas que todos os anos alcançam os 50 °C ou mais, durante o verão.A cidade recebe menos de 80 mm anuais sendo esta a cidade acima de 500 mil habitantes mais seca do México, apresenta em seu território o Clima desértico. Foi fundada em 1903, sendo o seu nome uma combinação das palavras México e Califórnia.

## História
Os espanhóis chegaram à região depois de cruzar o deserto de Sonora, pelo Camino del Diablo ou Estrada Devils. Isto levou à evangelização da área e também a redução da população dos povos nativos. Hoje, pessoas indígenas Cocopah ainda habitam um canto governo protegido pequena do delta perto da junção dos rios Hardy e Colorado. Essas pessoas trabalham principalmente na agricultura ejidos ou peixes dos rios, embora muitos tenham migrado para Mexicali.
A presença europeia adiantada nessa área foi limitada aos jesuítas, que deixaram na década de 1780. Depois disso, o espanhol e, posteriormente, os mexicanos tinham pouco a ver com o canto nordeste da península de Baja California, percebendo-o como um indomável, propensa a enchentes deserto delta.

## Religião
| Grupo religioso                         | Número total de adeptos | Percentagem(%) |
| --------------------------------------- | ----------------------- | -------------- |
| Católicos                               | 690.910                 | 73,8%          |
| Protestantes                            | 99.406                  | 10,6%          |
| - Protestantes históricos ou reformados | 2.833                   | 0,3%           |
| - Pentecostais                          | 9.411                   | 1,0%           |
| - Não Pentecostais                      | 87.162                  | 9,3%           |
| Outros cristãos                         | 21.761                  | 2,3%           |
| Judeus                                  | 148                     | 0,02%          |
| Outras religiões minoritárias           | 786                     | 0,08%          |
| Sem religião                            | 89.251                  | 9,5%           |
| Não especificada                        | 34.564                  | 3,7%           |
| Total                                   | 936.826                 | 100%           |

## Economia
A economia de Mexicali foi historicamente baseada em produtos agrícolas, e até hoje continua a ser um grande setor da economia. Enquanto o tempo progrediu no entanto, sua economia tem vindo gradualmente ido de ser baseado na agricultura de base industrial. Empresas como a Mitsubishi, Honeywell, Nestlé, Coca-Cola e Goodrich Corporation construíram plantas na cidade e sua área metropolitana. Fronteira do Silício está localizado aqui, bem como, um grande parque industrial que é uma área fabril de alta tecnologia. Sua meta é tornar-se um centro global de fabricação de semicondutores. Proximidade Mexicali para os Estados Unidos fizeram da cidade um destino turístico popular entre os norte-americanos do Arizona, Califórnia e Nevada. A cidade é um conhecido centro desportivo devido aos esportes com bola serem populares na região.

## Cidades-irmãs
- San Luis Río Colorado, México
- Ensenada, México
- Navojoa, México
- Nanquim, República Popular da China
- Calexico, Estados Unidos
- El Centro, Estados Unidos
- Indio, Estados Unidos
- San Bernardino, Estados Unidos
- São José dos Campos, Brasil[5]
- Gumi, Coreia do Sul